# Velika Žuljevica
Velika Žuljevica (szerbül: Велика Жуљевица), falu Bosznia-Hercegovinában, Bosanska krajina területén, Novi Grad községben, a Szerb Köztársaságban. 

## Fekvése
Bosznia-Hercegovina nyugati részén, Banja Lukától légvonalban 66, közúton 84 km-re északnyugatra, községközpontjától légvonalban 8, közúton 12 km-re északkeletre, az Una völgyétől keletre fekvő dombvidéken és a Kozara-hegység nyugati lejtőin, az Una-folyó és délen a Szana-folyó völgyei között, 150 – 300 méteres tengerszint feletti magasságban fekszik. A település szórvány jellegű, nagy területet foglal el. Nagyszámú, egymástól távol fekvő falucskából áll, amelyek 150 m magasságban, illetve a domboldalon 250 m-ig terjedő patakvölgyekben épültek. A községközpontot helyi út köti össze a faluval. A faluban kőbánya található.

## Népessége
| Nemzetiségi csoport | Népesség 1991 | Népesség 2013 |
| ------------------- | ------------- | ------------- |
| Szerb               | 395           | 231           |
| Bosnyák             | 0             | 0             |
| Horvát              | 2             | 2             |
| Jugoszláv           | 2             | 0             |
| Egyéb               | 11            | 1             |
| Összesen            | 410           | 234           |

## Története
A település 1878-ig tartozott az Oszmán Birodalomhoz, ekkor a berlini kongresszus határozata alapján az Osztrák-Magyar Monarchia része lett. 1879-ben az első osztrák-magyar népszámlálás során a Kostajnicai járáshoz tartozó Novi község részeként a településnek 57 háztartása és 356 ortodox szerb lakosa volt. 1910-ben a Novi járásba tartozó községben 90 háztartást és 685 ortodox szerb lakost találtak.
A monarchia szétesésével 1918-ben előbb a Szerb-Horvát-Szlovén Királyság, majd 1929-től a Jugoszláv Királyság része. 1921-ben a községnek 93 háztartása és 745 lakosa volt. Jugoszlávia megszállása után a falu a Független Horvát Állam (NDH) része lett. 1945-től a település a szocialista Jugoszlávia része volt. A Bosznia-Hercegovinában zajló polgárháború idején a település a Boszniai Szerb Köztársaság része volt. A daytoni békeszerződést követő területfelosztásnál a település, Novi Grad község részeként a Szerb Köztársaság területéhez került. 